# Pelagonema obtusicauda
Pelagonema obtusicauda är en rundmaskart som beskrevs av Nikolai Nikolaievich Filipjev 1918. Pelagonema obtusicauda ingår i släktet Pelagonema och familjen Oncholaimidae. Arten är reproducerande i Sverige. Inga underarter finns listade i Catalogue of Life.